# Juliano Dornelles
Juliano Dornelles (ur. 1980 w Recife) – brazylijski scenograf, reżyser i scenarzysta filmowy.
Stały współpracownik reżysera Klebera Mendonçy Filho. Odpowiadał za scenografię przy jego wczesnych filmach Sąsiedzkie dźwięki (2012) i Aquarius (2016). 
Jako współreżyser następnego projektu Filho, Bacurau (2019), Dornelles zdobył wraz z nim Nagrodę Jury na 72. MFF w Cannes. Film opowiadał o brazylijskiej wiosce w niedalekiej przyszłości, w której mieszkańcom odcina się dostęp do wody, sama miejscowość nagle znika z map satelitarnych, a wkrótce dochodzi do wybuchu niekontrolowanej przemocy.